# Château de Rayne-Vigneau
Château de Rayne-Vigneau es un vino blanco dulce clasificado como Premier Cru en la Clasificación Oficial del Vino de Burdeos de 1855 original, dentro de la AOC Sauternes en la Gironda, en el viñedo de Burdeos. La bodega se encuentra en Bommes.